# Eta² Hydri b
Eta2 Hydri b (η2 Hyi b / η2 Hydri b), conocido también como HD 11977 b, es un planeta extrasolar, que se encuentra aproximadamente a 217 años luz en la constelación de Hydrus. La presencia de un planeta en torno a una estrella gigante masiva aporta evidencia indirecta de la existencia de sistemas planetarios en estrellas de tipo A.